# Anastasia Arkhipovskaïa
Pour les articles homonymes, voir Arkhipov.
Anastasia Arkhipovskaïa (russe : Анастасия Алексеевна Архиповская), née le 19 décembre 1998 à Saint-Pétersbourg, est une nageuse synchronisée russe.

## Carrière
En 2015, elle remporte la médaille d'or par équipes ainsi qu'en combinaison libre aux Jeux européens de Bakou.
En 2018, elle est championne d'Europe en combiné technique et libre avec l'équipe russe aux championnats d'Europe.
Aux Championnats du monde 2019 à Gwangju en Corée du Sud, elle est sacrée médaille d'or du combiné technique devant l'équipe chinoise et ukrainienne, conservant leur titre obtenu en 2017 à Budapest. Elle obtient alors son billet pour les Jeux olympiques d'été de 2020 en tant que membre du groupe.